# Human Alert
Human Alert was van 1990 tot 2012 een Nederlands zichzelf betiteld 'Salonpunkorkest'.

## Biografie
In 1990 wordt de band opgericht in Haarlem. In 1996 brengt de band een split single uit met de Japanse band Blaize A Trail. Die zomer roeren ze door Europa. In 1998 vertrekken zij naar de Verenigde Staten om in Texas op te treden. In 1999 vinden enkele bezettingswisselingen plaats. In 2006 onderneemt de band een tour samen met De Hardheid. Sven verlaat de band. In 2009 presenteert de band Smits'stripboek "Rock'n'Roel". In 2012 stopt de band en onderneemt nog een korte tour, het op één na laatste optreden vond plaats in OCCII te Amsterdam. In 2023 kwam de band eenmalig bij elkaar voor een optreden in het Haarlemse Patronaat om voormalig drummer Menno Wigman te eren na diens overlijden in 2018. Het optreden droeg daarom de naam "Wigmania".

## Bezetting
- Sven Korvemaker  - gitaar
- Roel Smit -  zang
- Willum Geerts - zang, trombone, toetsen
- Thomas Olivier Wevers - gitaar
- Diana van de Ven - bas (1999-2005)
- Chris Stevenet - drums (1999-2003), melkert-roadie
- Sean Morreau - bas (1996-1999)
- Bart Griffioen - bas (1994-1996)
- Auke van der Wielen -  bas (2005-2012)
- David van Krevel - drums (2003-2012)
- Menno Wigman -  drums (1995-1999)
- Rob Mandemaker - bas (1990-1994)
- Kleine Thomas - drums (1990-1995)

## Discografie
- Sex & Drugs & Anarchy - Wicked Witch Records 1995
- Bravo Boys (cd, album)- GEAR 	1996
- Circus Chaos (cd, album) - GEAR 1998
- Dirty Dancing - Dialektik Records 2002
- Ego Ego (cd, album)- earGear	2005
- Anarchy And Justice (7") - XL Records, Spirit Records 1991
- Punk Is The Drug (7")	- Wicked Witch Records 1993
- NRA/Human Alert - Sex Sells...But Are You Buying?! (7", ep) - WRF Records 1993
- Blaze A Trail / Human Alert - Punkcornparty! (7", ep) - Forest Records 1996
- Bijdragen op dubbelalbum Groetjes uit Holland - Vitaminepillen Records 1998
- Too Much Punk Will Kill You (5×7" + box) - Rejackted Records 1999
- Seein' Red/Human Alert (7")- Madskull Records 2001[4]